# Szymiszów
Szymiszów [pronunciación en polaco: /ʂɨˈmiʂuf]/ (en alemán: Schimischow) es un pueblo ubicado en el distrito administrativo de Gmina Strzelce Opolskie, dentro del Condado de Strzelce, Voivodato de Opole, en el sur de Polonia occidental. Se encuentra aproximadamente a 4 kilómetros al noroeste de Strzelce Opolskie y a 28 kilómetros al sureste de la capital regional Opole.
Antes de 1945, el área fue parte de Alemania.
El pueblo tiene una población de 2,100 habitantes.

## Residentes notables
- Kurt Tschenscher (1928 - 2014), árbitro de fútbol alemán.